# Weißfrauenkirche

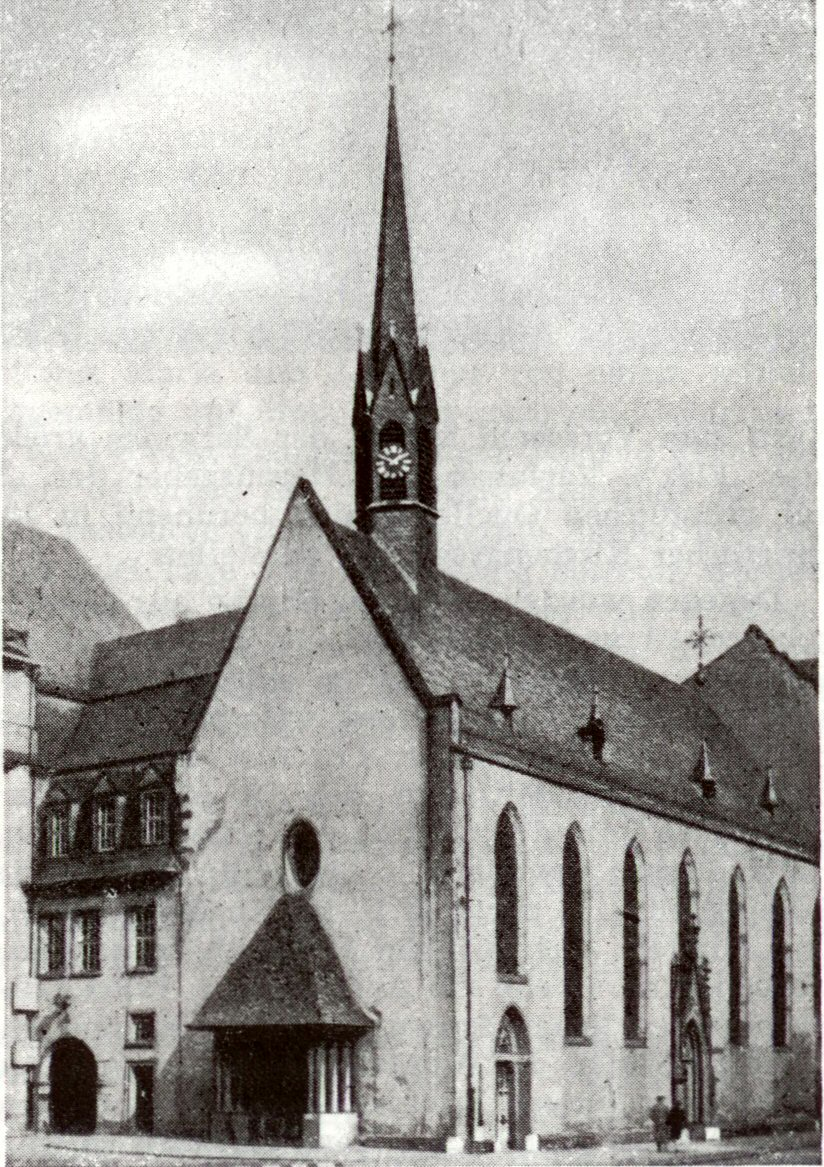
Weißfrauenkirche, von der Weißfrauenstraße nach Nordosten gesehen, um 1920

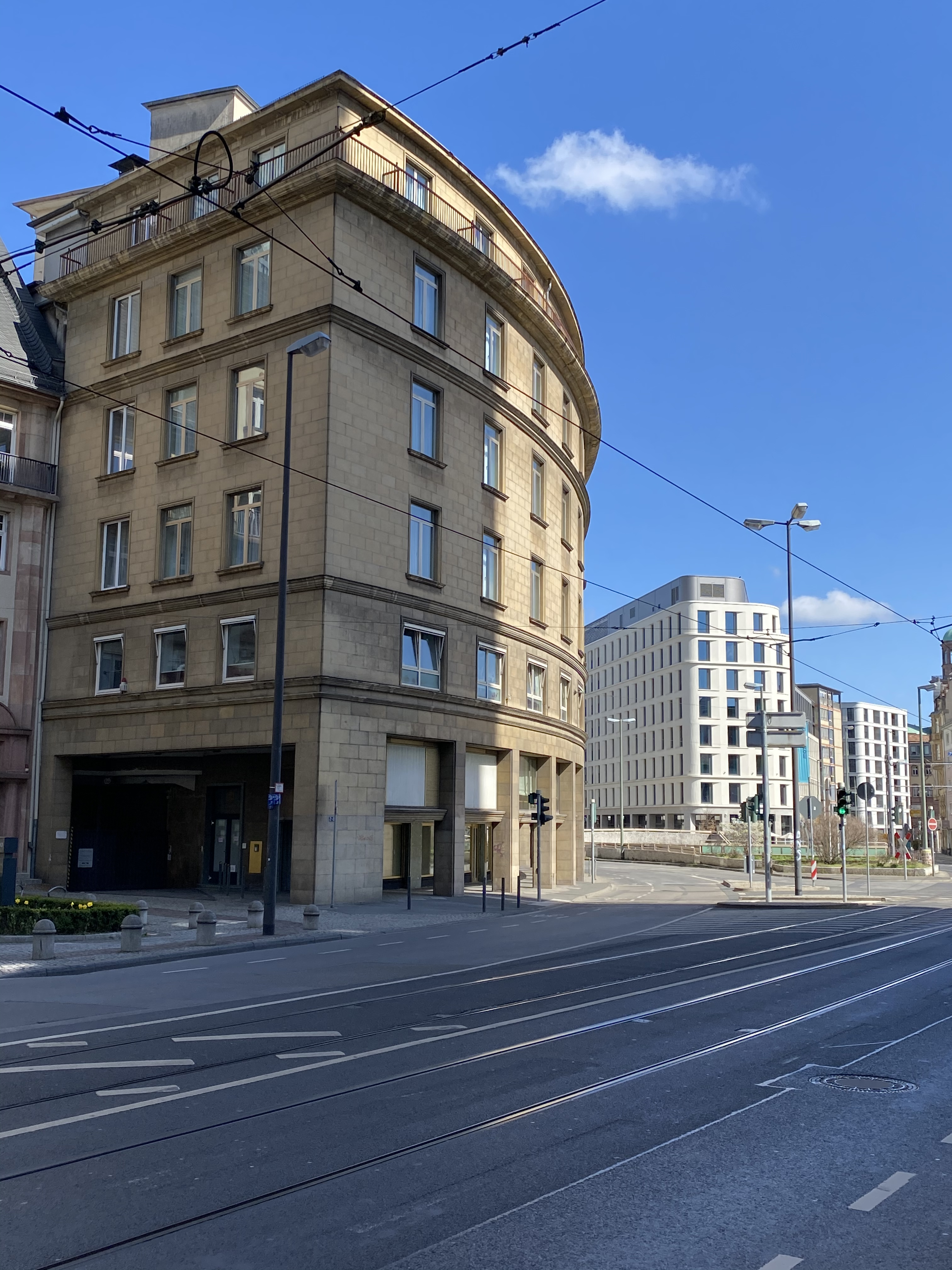
Heutige bauliche Situation am ehemaligen Standort der Weißfrauenkirche aus derselben Perspektive

Die Weißfrauenkirche war eine evangelische Kirche in der Altstadt von Frankfurt am Main. Sie brannte nach einem Bombenangriff am 22. März 1944 aus. Ihre Reste wurden beim Wiederaufbau 1952 zugunsten des Straßendurchbruches der Berliner Straße beseitigt. 1955/56 wurde eine neue Weißfrauenkirche westlich der Innenstadt im Bahnhofsviertel erbaut, die 2002/04 zu einer Diakoniekirche umgewidmet wurde.

## Geschichte
Das Weißfrauenkloster wurde 1228 als Stiftung Frankfurter Bürger gegründet und am 10. Juni 1228 durch Papst Gregor IX. anerkannt. Der Orden der Weißfrauen, amtlich „Magdalenerinnen“ oder „Reuerinnen“ (poenitentes) genannt, war im Jahr 1224 in Worms gestiftet worden. Seine Aufgabe war zunächst die Verwahrung bußfertiger Straßendirnen, ab ca. 1250 auch die Versorgung unverheirateter Angehöriger der bürgerlichen Familien. Die Weißfrauen lebten nach der Regel des Heiligen Augustinus und der Ordnung der Nonnen des Heiligen Sixtus. Sie trugen weiße, einfache Kleider, schliefen bekleidet und gegürtet auf Stroh und einem wollenen Tuch und durften niemals Müßiggang pflegen.

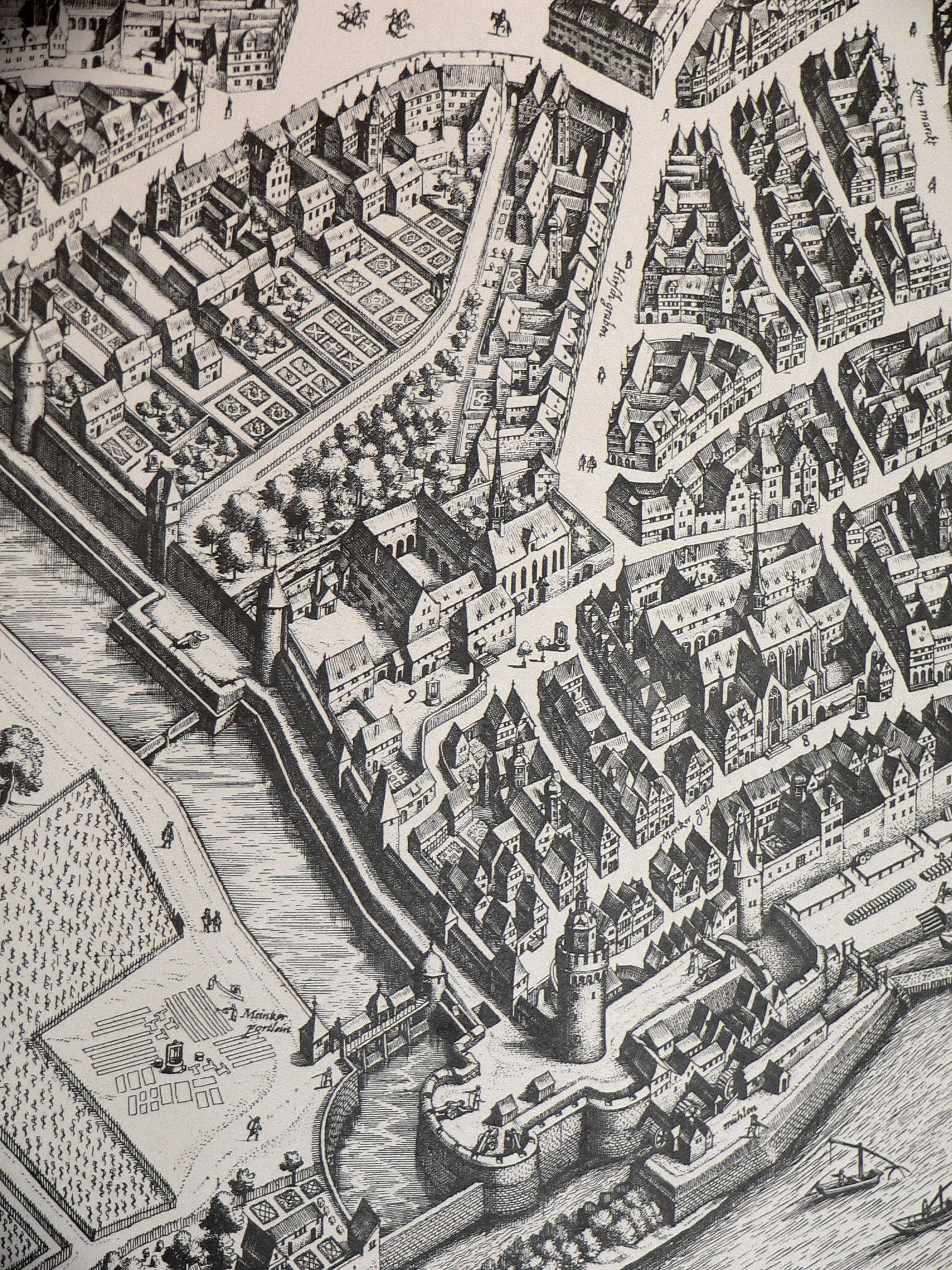
Weißfrauenkloster (oben) und Karmeliterkloster (unten) auf dem Merian-Stich von 1628

Bereits 1248 brannte das Kloster ab und musste erneuert werden. Im Juli 1342 ereignete sich das Magdalenenhochwasser, der höchste jemals gemessene Pegel des Mains. Die gesamte Altstadt stand damals unter Wasser. Auch in der Weißfrauenkirche soll das Wasser sieben Schuh hoch gestanden haben, wie eine lateinische Inschrift belegte, die bis zur Zerstörung im Zweiten Weltkrieg in der Kirche zu sehen war. Der angegebene Wasserstand entspricht einem Pegel von ca. 7,85 Meter, das ist etwa ein Meter höher als das zweithöchste je registrierte Hochwasser von 1682 und etwa 2,40 Meter höher als das letzte große Mainhochwasser von 1995. Seit 1342 fand jährlich am Magdalenentag, dem 22. Juli, bis zum Beginn der Reformation eine vom Rat der Stadt angeführte Bußprozession vom Main zur Klosterkirche statt, die seit 1316 das Patrozinium der heiligen Maria Magdalena trug.
1468 bis 1470 wurde die Kirche im gotischen Stil erneuert. Aufgrund zahlreicher Stiftungen war sie besonders reich mit besonders vielen Altären und Votivgaben ausgestattet. In der Weißfrauenkirche wurden mehrere Patrizier beigesetzt. Die Familie Holzhausen besaß in der Kirche, ebenso wie in der Peterskirche in der Neustadt, eine Grablege und eine eigene kleine Kapelle.
1530 wurde in Frankfurt die Reformation eingeführt. Wie andere Klöster in Frankfurt erlebte danach auch das Weißfrauenkloster einen raschen Niedergang. 1540 verließen die letzten Nonnen das Kloster. 1542 wurde erstmals ein evangelischer Prediger eingesetzt.
Der Rat nahm das ehemalige Kloster fortan in Verwaltung und bestimmte die Einkünfte zur „Versorgung hiesiger bedürftiger Jungfrauen und Witwen lutherischen Bekenntnisses“.
Zwischen 1554 und 1562 wanderten über 2000 reformierte Glaubensflüchtlinge aus Flandern und der Wallonie in Frankfurt ein, vorwiegend Textilarbeiter. Die meisten von ihnen waren auf der Flucht vor religiöser Verfolgung, aber auch wirtschaftliche Gründe führten zur Emigration.
Viele von ihnen erwarben das Frankfurter Bürgerrecht. Sie leisteten den Bürgereid in französischer Sprache und erhielten die Weißfrauenkirche für ihren Gottesdienst zugewiesen. Auch englische Glaubensflüchtlinge vor Maria I. wurden in der Weißfrauenkirche aufgenommen.

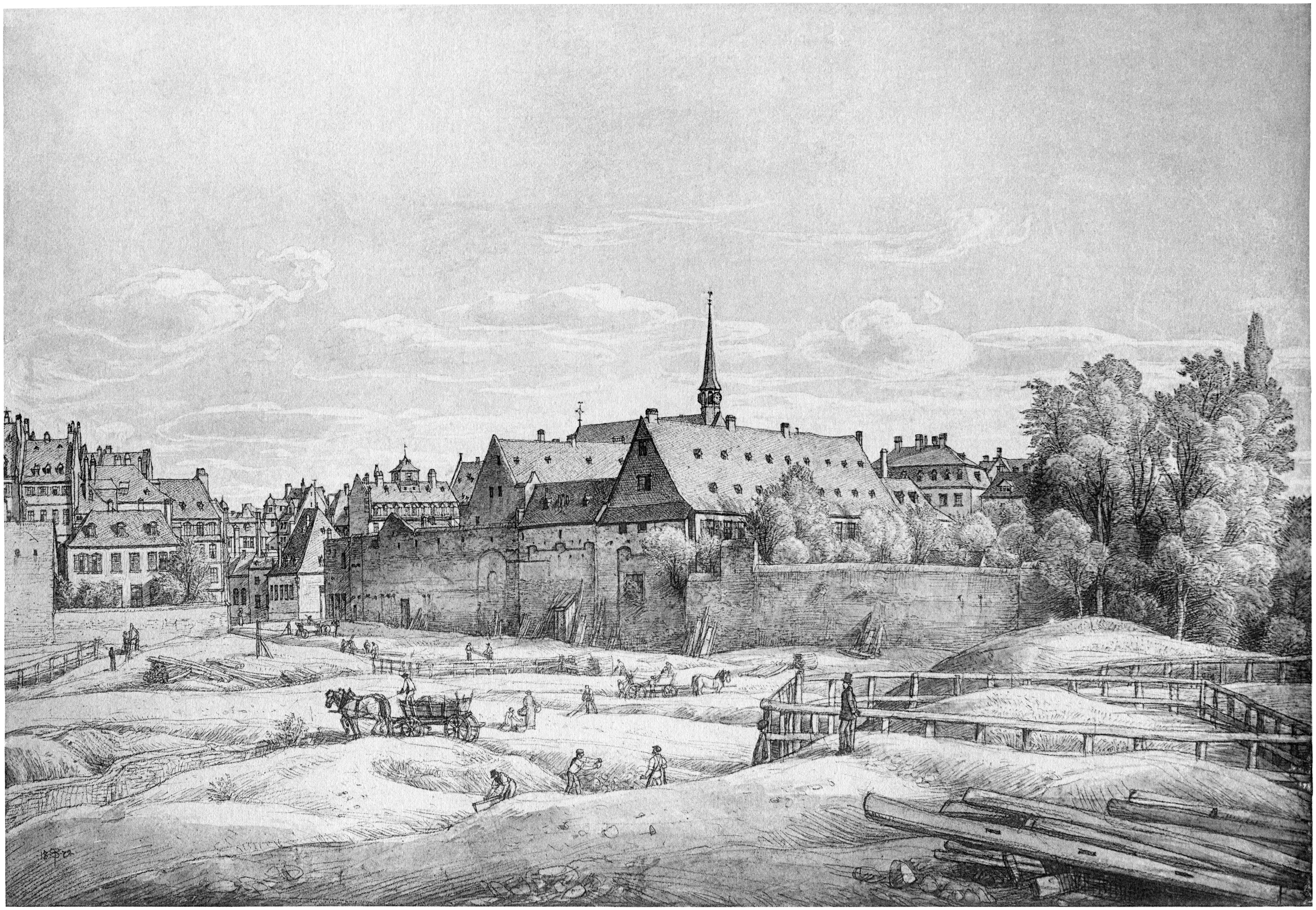
Weißfrauenkirche und -kloster, von Nordwesten vom für den Bau der Bethmannstraße geräumten Gebiet gesehen, 1872
(Zeichnung von Peter Becker)

1562 untersagte jedoch der Rat der Stadt, der sich inzwischen ganz dem lutherischen Bekenntnis zugewandt hatte, den reformierten Gottesdienst in Frankfurt. Daraufhin verließen viele der Einwanderer die Stadt wieder. Ab 1593 diente die Weißfrauenkirche als Predigtstätte für die Niederländische Gemeinde Augsburger Confession sowie aus Frankreich zugewanderte Lutheraner. Zu ihrem Einzugsgebiet gehörten u. a. die bevorzugten Wohngebiete um den Großen Hirschgraben. Bis 1788 predigten die beiden an der Weißfrauenkirche tätigen Prediger, darunter über mehrere Generationen in direkter Folge Mitglieder der Familie Ritter, in französischer und deutscher Sprache.

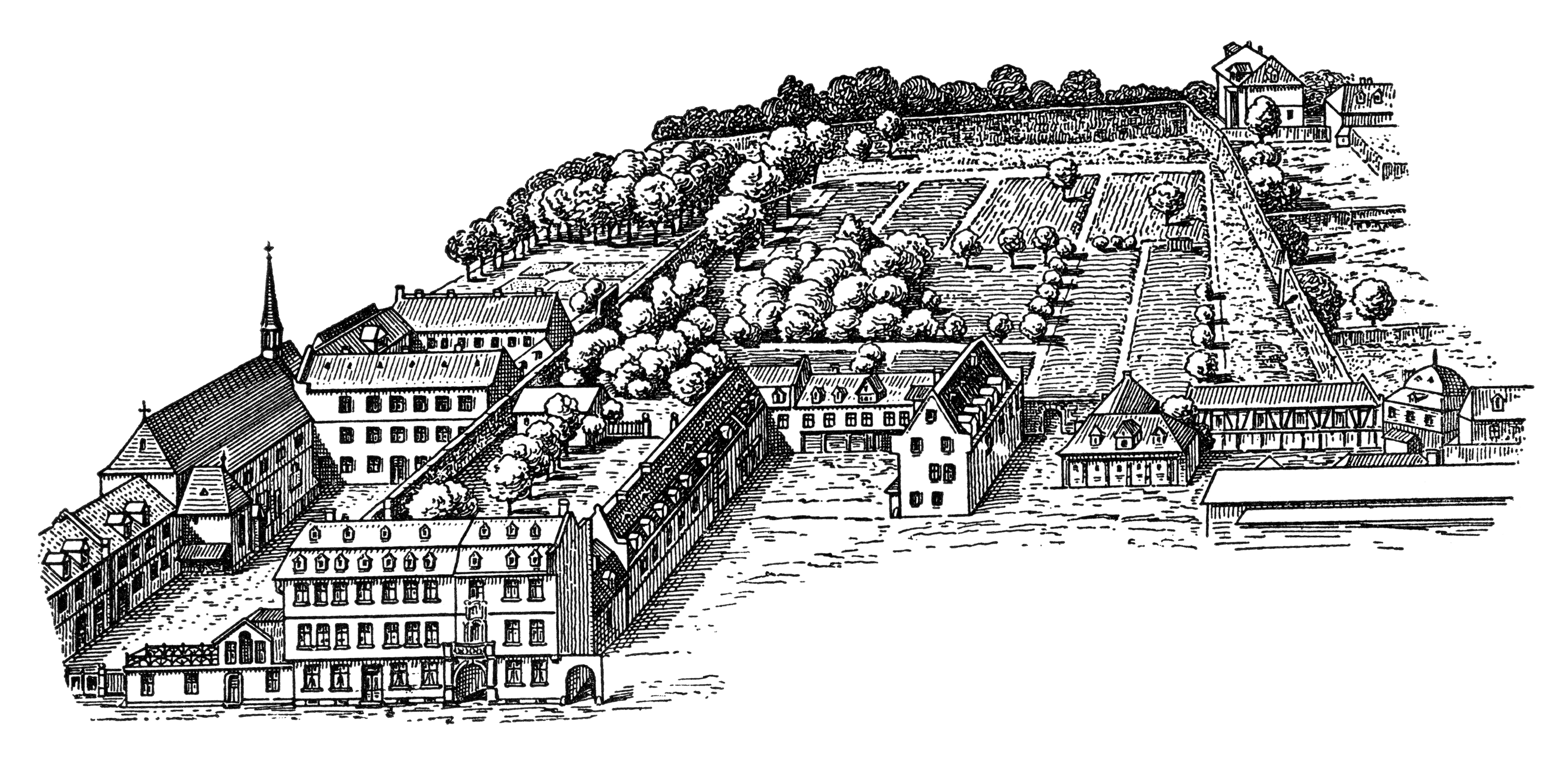
Weißfrauenkirche mit Kloster südlich des ausgedehnten Gartens des Weißen Hirschs unmittelbar vor dessen Abbruch, 1872
(Zeichnung von Carl Theodor Reiffenstein)

1813 gründete der Pfarrer und Reformer Anton Kirchner in den ehemaligen Klosterräumen die Weißfrauenschule, die erste Frankfurter Realschule, die speziell für die Erziehung der Söhne von Handwerkerfamilien gedacht war. 1819 wurde die Verwaltung des Weißfrauenstiftes mit der des Katharinenstiftes unter dem Namen „Vereinigte weibliche Versorgungsanstalten zu St. Katharinen und den Weißfrauen“ (St. Katharinen- und Weißfrauenstift) vereinigt. Unter diesem Namen besteht die Einrichtung bis heute. 1857 wurde die Kirche umfassend renoviert.
1912 wurden die Klostergebäude abgerissen, nachdem bereits 1872 die angrenzenden Liegenschaften des Weißen Hirsches und des Cronstettenstiftes für die Anlage der Kaiserstraße und der Bethmannstraße beseitigt worden waren. Auf diesem Gelände entstand 1875 das Hotel Frankfurter Hof.
Obwohl die Kirche relativ klein war und nur über ein kleines Einzugsgebiet verfügte, blieb sie bis zum Zweiten Weltkrieg ein bedeutendes geistliches Zentrum in der Altstadt. Zu den Geistlichen, die hier wirkten, gehörten u. a. Hermann Dechent, der Frankfurter Kirchenhistoriker, und Johannes Kübel, letzter Konsistorialrat der Frankfurter Landeskirche und Mitbegründer des Pfarrernotbundes.
Am 22. März 1944 brannte die Kirche nach einem Bombenangriff aus, der die gesamte westliche Innenstadt Frankfurts mit ihrem mittelalterlichen Stadtkern zerstörte. Der herabstürzende Dachstuhl vernichtete alle darunter liegenden Gewölbe sowie fast die gesamte Ausstattung, da diese nicht wie in anderen Frankfurter Kirchen gesichert worden war. Dennoch war die Substanz des Bauwerks zu Kriegsende vergleichsweise gering beschädigt, zeitgenössische Fotos zeigen den Erhalt der Außenmauern bis hinauf zum Dachstuhl sowie nahezu aller Architekturteile wie z. B. der Maßwerke oder Portale. Bald wieder aufgebaute andere Kirchen der Stadt, vor allem die Liebfrauen- und die Katharinenkirche, waren weit stärker zerstört und mussten praktisch komplett neu aufgemauert werden.
Da die Kirche zu den Dotationskirchen gehörte, war die Stadt grundsätzlich zu ihrem Wiederaufbau verpflichtet. Dies war auch zunächst geplant, so dass 1947 und 1948 mit der Sicherung der Ruine begonnen wurde. Doch stellte sich bald heraus, dass aufgrund des Strukturwandels künftig in der Altstadt sehr viel weniger Menschen als vor dem Krieg leben würden. Die gesamte Altstadt bildete deshalb fortan nur noch eine evangelische Gemeinde, die Paulsgemeinde, welche die Alte Nikolaikirche als Gemeindekirche erhielt.

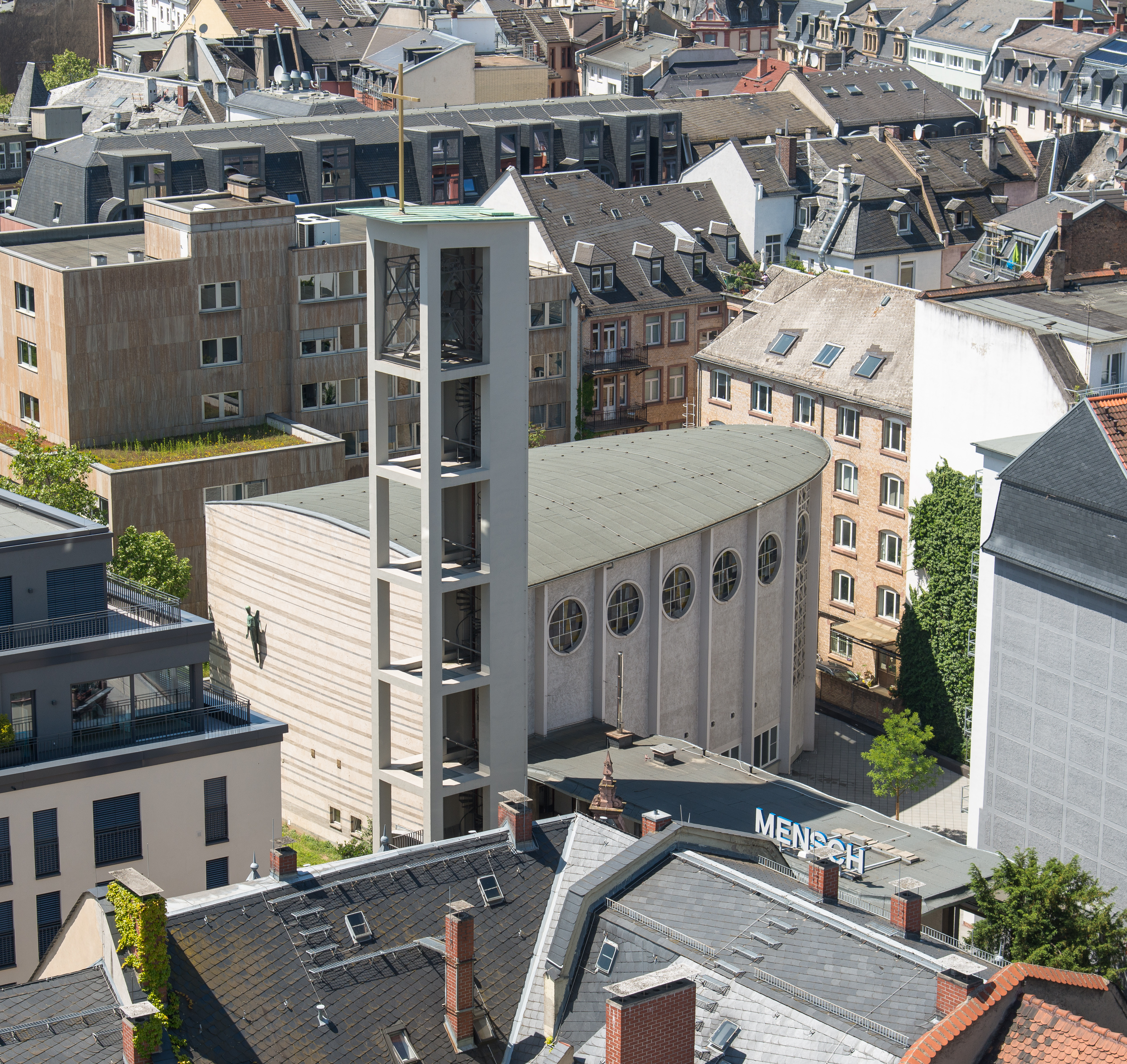
Ostseite des Neubaus

 Deshalb schloss die evangelische Kirche 1952 einen Vertrag mit der Stadt, in dem sie auf den Wiederaufbau der Weißfrauenkirche verzichtete. Die Ruinen wurden ab März bis Juni 1953 beim Bau der Berliner Straße beseitigt. Die frühere Dotation wurde aufgehoben, stattdessen erhielt die evangelische Kirche das Dominikanerkloster und die dazugehörige Heiliggeistkirche zugewiesen.

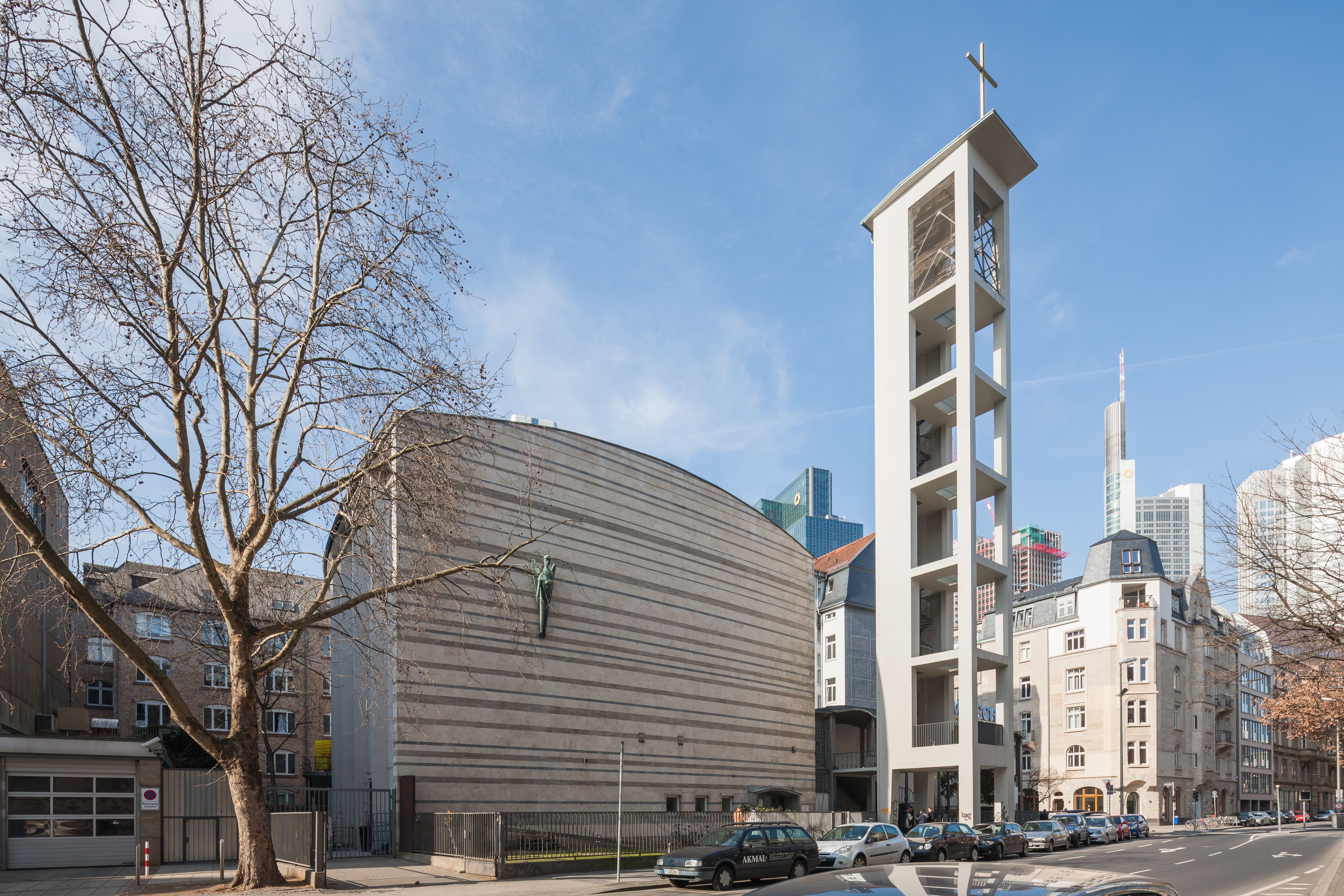
Weißfrauenkirche, Neubau von 1956

1956 errichtete der Architekt Werner W. Neumann eine neue Weißfrauenkirche westlich der Innenstadt in der Gutleutstraße im Bahnhofsviertel, damals ein bürgerliches Wohngebiet mit ca. 10.000 protestantischen Christen. Die neuen Fenster des Kirchenraums im Obergeschoss gestaltete der Darmstädter Bildhauer Helmut Lander. Aufgrund der stark zurückgegangenen Gemeindegliederzahlen schloss sich die Gemeinde 1997 mit der Gutleutgemeinde zur Evangelischen Gemeinde am Hauptbahnhof zusammen, die zuvor in der Gutleutkirche war. Nach dem 2002 erfolgten Zusammenschluss mit der Matthäusgemeinde zur Hoffnungsgemeinde wurde die Weißfrauenkirche nicht mehr als Gemeindekirche genutzt. Anfang 2004 wurde sie von der evangelischen Hoffnungsgemeinde an das Diakonische Werk übergeben und wird nun als Diakoniekirche genutzt.

## Architektur und Ausstattung
Die Weißfrauenkirche war eine einschiffige Saalkirche mit einem kurzen 5/8-Chor. Im Vergleich zu anderen Frankfurter Kirchen, vor allem auch der unweit gelegenen Karmeliterkirche, war die Weißfrauenkirche ausgesprochen klein und schlicht. Westlich der Kirche lagen ursprünglich der Wohntrakt der Schwestern mit dem Kreuzgang, in dem später die Weißfrauenschule eingerichtet wurde. Zwischen dem Kreuzgang und der Frankfurter Stadtmauer im Westen lag der Wirtschaftshof des Klosters, an den sich nach Norden in Richtung der Großen Gallusgasse ein ausgedehnter Garten anschloss.
Die Kirche besaß zwei Portale, eines im Westen und ein bei der Renovierung 1857 entstandenes im Süden. Im Inneren war die Kirche reich mit Fresken geschmückt, die aus der Zeit um 1468 stammten und 1944 vollständig zerstört wurden. Sie zeigten drei Auferweckungsgeschichten, die das Neue Testament von Jesus berichtet, nach Matth. 9 (Töchterlein des Jaïrus), Luk. 7 (Jüngling zu Naïn) und Joh. 11 (Lazarus), dazu das Jüngste Gericht und eine 1478/1479 von Jörg Luft geschaffene Auferweckung Jesu. Die sieben Maßwerkfenster der Südwand und das kleine ovale Fenster über dem Westportal waren mit Glasmalereien des Künstlers Otto Linnemann geschmückt.
Die Kirche besaß fünf Altäre, die allesamt von reichen Patriziern gestiftet worden waren. Neben dem Hochaltar, dem „Allerheiligenaltar“, gab es einen „Marienaltar“, einen „Magdalenenaltar“, einen „St. Nikolausaltar“ sowie einen „Altar zum Heiligen Kreuz“ in der Holzhausenkapelle.
Das mit reichen Schnitzereien versehene hölzerne Altargestühl, die Kanzel und die Orgelempore waren 1857 durch den Frankfurter Bildhauer Johannes Dielmann geschaffen worden, von dem auch das 1864 entstandene Schillerdenkmal stammte. Die 1857 entstandene Orgel war ein Werk des Orgelbauers Eberhard Friedrich Walcker, der im gleichen Jahr auch ein großes Werk für die Katharinenkirche geschaffen hatte.
Erhalten blieben lediglich einige Epitaphien, die sich an den Kirchenwänden befunden hatten, die neugotische Engelsgruppe des Bildhauers August von Nordheim vom Südportal sowie ein Ölgemälde der Kreuzigung Jesus von einem unbekannten mittelrheinischen Meister um 1500.
Während der Abbrucharbeiten 1953 fanden unter Aufsicht des Historischen Museums Ausgrabungen in und um die Kirche statt. Insgesamt wurden dabei rund 70 Grabstätten nachgewiesen. Das Grab der Landgräfin Margarethe von Thüringen (1237–1270) konnte nicht aufgefunden werden. Die Tochter Kaiser Friedrichs II. war im Juni 1270 vor ihrem tyrannischen Gatten Albrecht dem Entarteten in das Weißfrauenkloster geflohen und hier am 8. August 1270 gestorben.